# Radicaal 158
Van de in totaal 214 Kangxi-radicalen heeft radicaal 158 de betekenis lichaam. Het is een van de twintig radicalen die bestaat uit zeven strepen.
In het Kangxi-woordenboek zijn er 97 karakters die dit radicaal gebruiken.

## Karakters met het radicaal 158

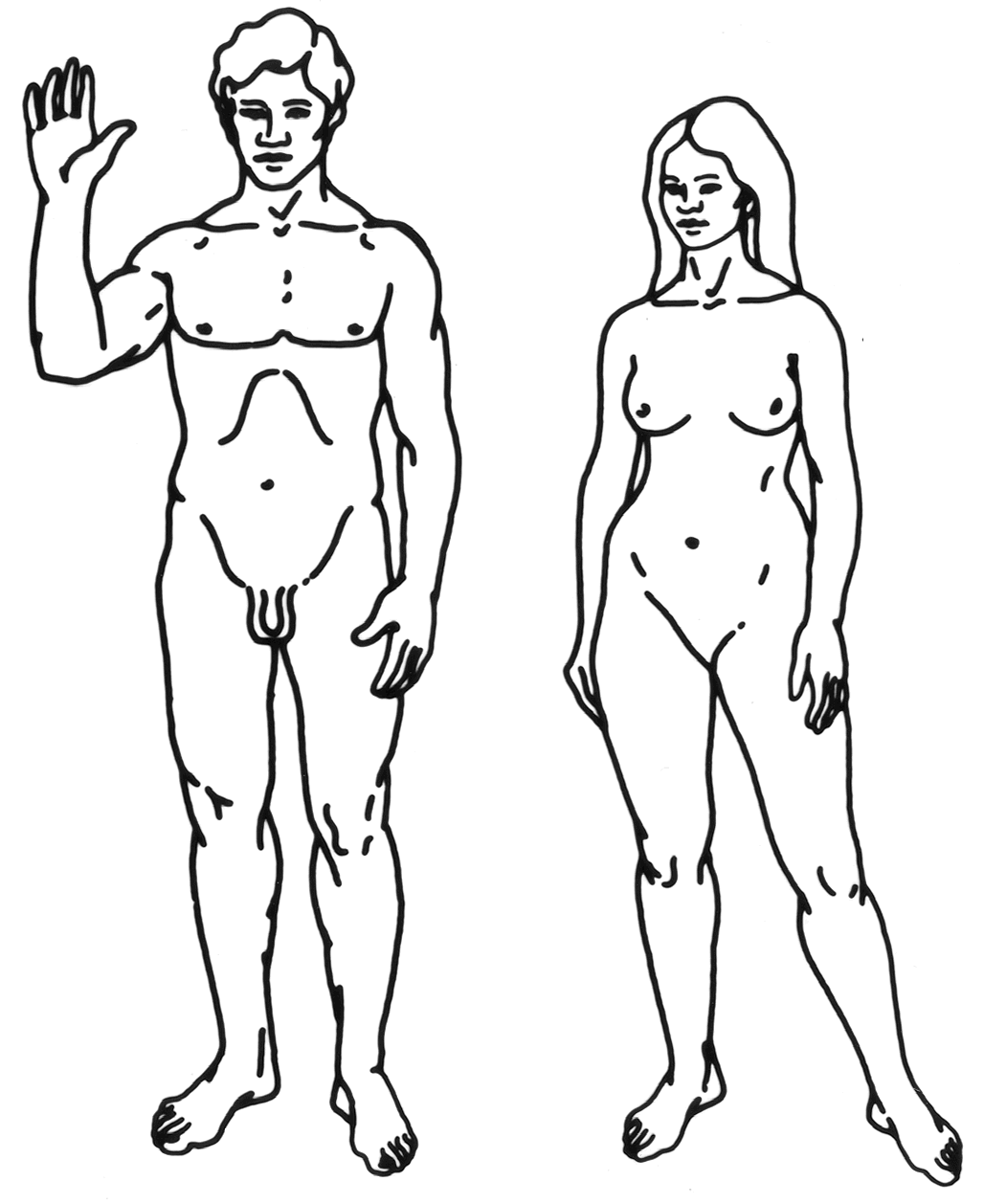
De lichamen van een man en een vrouw.

| Strepen | Karakter             |
| ------- | -------------------- |
| + 0     | 身                   |
| + 3     | 躬                   |
| + 4     | 躭 躮 躯             |
| + 5     | 躰                   |
| + 6     | 躱 躲                |
| + 7     | 躳 躴 躵             |
| + 8     | 躶 躷 躸 躹 躺 躻 躼 |
| + 9     | 躽 躾                |
| + 10    | 躿                   |
| + 11    | 軀 軁                |
| + 12    | 軂 軃 軄             |
| + 13    | 軅 軆                |
| + 14    | 軇                   |
| + 17    | 軈                   |
| + 20    | 軉                   |